# Ravenswood (serial telewizyjny)
Ravenswood – amerykański serial telewizyjny z gatunku thriller, wyprodukowany przez ABC Family. Twórcami serialu są I. Marlene King, Oliver Goldstick oraz Joseph Dougherty. Ravenswood jest spin-offem serialu Słodkie kłamstewka. Miał swoją premierę 22 października 2013 roku. 15 lutego 2014 roku stacja ABC Family oficjalnie anulowała serial.

## Fabuła
Akcja serialu toczy się w fikcyjnym mieście Ravenswood, leżącym niedaleko Rosewood. Głównymi bohaterami serialu jest piątka nieznanych sobie ludzi, których połączy dziwne wydarzenie. Teraz będą musieli wspólnie walczyć z klątwą, która nawiedza ich miasto.

## Obsada

### Główna
- Tyler Blackburn jako Caleb Rivers - chłopak Hanny Marin, ma burzliwą przeszłość, wychowywał się w rodzinach zastępczych. Obecnie mieszka w Rosewood, gdzie chodzi do liceum. Caleb spotyka Mirandę w autobusie do Ravenswood, gdzie jedzie pomóc swojej dziewczynie. Hanna, poznając historię Mirandy, prosi Caleba, aby został w Ravenswood i pomógł jej w znalezieniu wuja.
- Nicole Anderson jako Miranda Collins - typowa, zadziorna i niekonwencjonalnie piękna 17-latka. Jest zaradną, pewną siebie i niezależną dziewczyną. Po śmierci rodziców trafiła do rodziny zastępczej. Stara się ukryć swoje emocjonalne blizny przed całym światem. Przyjaźni się z Calebem[2], którego poznała w autobusie.  Przyjechała do Ravenswood, aby znaleźć wuja Raymonda Collinsa, który jest jej jedynym, żyjącym krewnym.
- Britne Oldford jako Remy Beaumont - dociekliwa dziewczyna, szukająca prawdy za wszelką cenę. Mieszka w Ravenswood, gdzie chodzi do liceum i pracuje w lokalnej gazecie. Spotyka się z Lukiem.
- Brett Dier jako Luke Matheson - 17-letni samotnik, kryje się w nim coś mrocznego. Ciężko jest zdobyć jego zaufanie.
- Merritt Patterson jako Olivia Matheson - siostra bliźniaczka Luke'a. Była beztroską i szczęśliwą nastolatką, lubianą przez rówieśników. Obecnie zmaga się z utratą popularności, po tym jak jej ojciec został zamordowany, a matka została główną podejrzaną.
- Steven Cabral jako Raymond Collins - przystojny wuj Mirandy, który wysłał ją do rodziny zastępczej, kiedy jej rodzice zginęli. Prowadzi zakład pogrzebowy. Prawdopodobnie ma związek z klątwą[3].

### Role drugoplanowe
- Meg Foster jako Carla Grunwald - 60-letnia rezydentka w Ravenswood. Była opiekunką domu bractwa Gamma Zeta Chi w Cicero College.
- Luke Benward jako Dillon - chłopak Olivii.
- Henry Simmons jako Simon Beaumont - ojciec Remy, który nie ufa ludziom spoza miasta[4]. Pracuje w lokalnej gazecie.
- Sophina Brown jako Terry Beaumont - matka Remy, służy w wojsku. Właśnie wróciła do domu i zmaga się z poczuciem winy, ponieważ cały jej oddział zginął.
- Haley Lu Richardson jako Tess – najlepsza przyjaciółka Olivii.
- Laura Allen jako Rochelle Matheson - matka  Luke oraz Olivii, jest podejrzana o zamordowanie swojego męża.
- Danielle Campbell jako Hayley.
- Justin Bruening jako Benjamin Price - nauczyciel w Ravenswood High School.
- Jay Huguley jako  Tom Beddington - szef policji w Ravenswood.
- Brock Kelly jako Zack Springer

## Odcinki
| 1 | 1  | Pilot                                                        | Ron Lagomarsino | Joseph Dougherty, Oliver Goldstick, I. Marlene King | 22 października 2013 |
| Miranda i Caleb przyjeżdżają do Ravenswood. Na cmentarzu znajdują przez przypadek nagrobki z ich imionami i zdjęciami. Miranda odwiedza swojego wujka, Raymonda Colinsa. Chce poznać przeszłość swoich rodziców i powód dla którego wuj oddał ją do rodziny zastępczej. Olivia i Luke wspierają swoją matkę, którą całe miasto posądza o zabicie ich ojca. Caleb prosi, pracującą w miejscowej gazecie Remy, o pomoc w znalezieniu nekrologu mężczyzny pochowanego na cmentarzu. Przeglądając stare wydania gazety, Caleb, Miranda i Remy odkrywają część historii związanej z nagrobkami. Podczas Ravenswood Homecoming Parade Olivia zostaje oblana czerwoną farbą. Remy odwozi swoim samochodem Caleba i Mirandę. Spotykają na drodze Luke'a i Olivię, którzy również wsiadają do samochodu. Gdy przejeżdżają przez most, Miranda zauważa czarną postać na jezdni, łapie za kierownicę i gwałtownie skręca. Samochód wpada do rzeki. |    |                                                              |                 |                                                     |                      |
| 2 | 2  | Death and the Maiden                                         | Rob Hardy       | Joseph Dougherty                                    | 29 października 2013 |
| Lekarzom nie udaje się uratować Mirandy. Dziewczyna umiera w drodze do szpitala. Miranda zostaje wśród przyjaciół jako duch. Początkowo ukazuje się tylko Caleb'owi. Luke pokazuje Olivi list, z którego wynika, że ich matka miała romans. Remy zaczyna dostrzegać podobieństwo ostatnich wydarzeń z innymi zdarzeniami, które miały już miejsce Ravenswood. Caleb chce odzyskać torebkę Mirandy, prosi o pomoc Remy. Oboje udają się na parking, gdzie znajduje się wrak samochodu. Olivia zostaje królową balu. Podczas sesji zdjęciowej dziewczyna dowiaduje się, że Tess umówiła się ze Springerem. Caleb czytając list znaleziony w torbie Mirandy, przywołuje ducha dziewczyny. Miranda nie rozumie, dlaczego nie może odejść. Wkrótce odkrywa, że nie jest jedynym duchem w domu swojego wuja. |    |                                                              |                 |                                                     |                      |
| 3 | 3  | Believe                                                      | Ron Lagomarsino | Jill Blotevogel                                     | 5 listopada 2013     |
| Odbywa się pogrzeb Mirandy. Olivia podczas pogrzebu widzi dziewczynę przy grobie swojego ojca. Okazuje się nią być Abby, pierwsza miłość jej ojca, która zginęła 20 lat temu w laboratorium. Olivia zaczyna śledztwo w sprawie śmierci ojca. Collins pozwala Calebowi zamieszkać tymczasowo w domu po dawnym dozorcy. Remy, Luke i Olivia spotykają się u Caleba. Chłopak informuje wszystkich, że widzi ducha Mirandy. Cała grupa postanawia skontaktować się z duchem Abby. Podejrzewają, że może znać odpowiedzieć na nutrujące ich pytania dotyczące klątwy. Pod koniec seansu spirytystycznego urywa się żyrandol, spadając wprost na stół przy którym siedzieli. Cała czwórka widzi ducha Mirandy, który tajemniczo świeci. |    |                                                              |                 |                                                     |                      |
| 4 | 4  | The Devil Has a Face                                         | Arlene Sanford  | Oliver Goldstick                                    | 12 listopada 2013    |
| Caleb ma wyrzuty sumienia, że nie powiedział swojej dziewczynie, Hanie o wydarzeniach w Ravenswood. Miranda widzi na cmentarzu Abby z grupą młodych ludzi. Kiedy próbuje z nimi porozmawiać, wszyscy uciekają, a nagrobek Abby łamie się w pół. Luke aby poprawić oceny musi wystąpić w szkolnym przedstawieniu. Podczas próby z Tess całuje dziewczynę. Caleb, razem z Remy, odwiedza swojego krewnego Henry'ego Riversa. Miranda po rozmowie z Oliwią, podejrzewa, że jej wuj, może mieć coś wspólnego ze śmiercią ojca dziewczyny. Razem udają się do sekretnego pokoju Collinsa, gdzie znajdują słoiczki z kosmykami włosów, w tym włosami Abby i Mirandy. Henry przynosi Calebowi klucze, pasujące do piwnicy w budynku szkoły, w którym dawniej znajdował się sąd. Caleb i Remy znajdują tam tajemnicze pudełko. Miranda spotyka ducha swojej matki i razem z nią odchodzi.                                                       |    |                                                              |                 |                                                     |                      |
| 5 | 5  | Scared to Death                                              | Norman Buckley  | I. Marlene King                                     | 19 listopada 2013    |
| 6 | 6  | Revival                                                      | Mick Garris     | Nelson Soler                                        | 7 stycznia 2014      |
| 7 | 7  | Home is Where the Heart Is (Seriously Check the Floorboards) | Janice Cooke    | Sean Reycraft                                       | 14 stycznia 2014     |
| 8 | 8  | I'll Sleep When I'm Dead                                     | Mick Garris     | Jill Blotegovel, Zachary Dodes                      | 21 stycznia 2014     |
| 9 | 9  | Along Came a Spider                                          | Joshua Butler   | Oliver Goldstick, Francesca Rollins                 | 28 stycznia 2014     |
| 10 | 10 | My Haunted Heart                                             | Ron Lagomarsino | Joseph Dougherty                                    | 4 lutego 2014        |